# 2 złote 1995 Katyń Miednoje Charków 1940
2 złote 1995 Katyń Miednoje Charków 1940 – okolicznościowa moneta o nominale dwóch złotych, wprowadzona do obiegu 3 kwietnia 1995 r. zarządzeniem z 15 marca 1995 r.

## Awers
Na tej stronie umieszczono godło – orła w koronie, po obu jego stronach rok 1995, dookoła napis: „RZECZPOSPOLITA POLSKA”, na dole napis: „ZŁ 2 ZŁ”, pomiędzy dwoma napisami po sześć kropek z prawej i z lewej strony, pod łapą orła znak mennicy w Warszawie.

## Rewers
Na tej stronie monety znajduje się las drzew przypominających krzyże, pod którym umieszczono napis w trzech półkolistych wierszach: „KATYŃ / MIEDNOJE / CHARKÓW 1940", a z lewej strony, pod drzewami, monogram projektanta.

## Nakład
Monetę bito w Mennicy Państwowej, w miedzioniklu, na krążku o średnicy 29,5 mm, masie 10,8 grama, z rantem naprzemiennie gładkim i ząbkowanym, w nakładzie 300 000 sztuk, według projektów:
- Ewy Tyc-Karpińskiej (awers) oraz
- Roussanki Nowakowskiej (rewers).

## Opis
Dwuzłotówka była pierwszą monetą obiegową z wizerunkiem okolicznościowym wprowadzoną do obiegu po przeprowadzeniu denominacji złotego w styczniu 1995 r. Parametry dwuzłotówki takie jak masa, średnica i materiał z jakiego została wykonana, są identyczne z parametrami monet okolicznościowych okresu przeddenominacyjnego. Dwuzłotówka razem z kolekcjonerską dwudziestozłotówką zostały wprowadzona do obiegu dokładnie w 55. rocznicę zorganizowaniu pierwszego transportu jeńców polskich z Kozielska do Katynia.
Moneta jest jedną z sześciu dwuzłotówek okolicznościowych okresu podenominacyjnego wybitych w miedzioniklu, a nie w stopie nordic gold.

## Powiązane
Z identycznym rysunkiem rewersu Narodowy Bank Polski wyemitował monetę kolekcjonerską w srebrze Ag925, o nominale 20 złotych, średnicy 38,61 mm, masie 31,1 grama, z rantem gładkim.

## Wersje próbne
Istnieją wersje próbne tej monety w miedzioniklu, z wypukłym napisem PRÓBA na rewersie, różniące się ząbkowaniem rantu lub jego brakiem, wybite w nieznanym nakładzie.